# Валуево (Ростовская область)
Валу́ево — село в Мясниковском районе Ростовской области.
Входит в состав Петровского сельского поселения.

## Население
| 2010 |
| ---- |
| 77   |

## Улицы
- ул. Бригадная,
- ул. Дачная,
- ул. Зеленая,
- ул. Кавказская,
- ул. Пролетарская.